# Yegang
Yegang (kinesiska: 野岗, 野岗乡) är en socken i Kina. Den ligger i provinsen Henan, i den centrala delen av landet, omkring 130 kilometer öster om provinshuvudstaden Zhengzhou. Antalet invånare är 38 457. Befolkningen består av 19 214 kvinnor och 19 243 män. Barn under 15 år utgör 24,0 %, vuxna 15-64 år 67 %, och äldre över 65 år 8,0 %.
Genomsnittlig årsnederbörd är 744 millimeter. Den regnigaste månaden är juli, med i genomsnitt 184 mm nederbörd, och den torraste är januari, med 5 mm nederbörd.